# 李際可
李際可（1482年—？），字公遇，直隸河間府景州故城縣人，軍籍，明朝政治人物。

## 生平
順天府鄉試第九十三名舉人。弘治十五年（1502年）中式壬戌科會試第一百七十五名，三甲第一百七十六名進士。

## 家族
曾祖李顯清；祖父李榮，贈知縣；父李咨，監察御史。母吳氏（封孺人）。具庆下。兄李献可（贡士）。